# Hanys (nagroda)
Hanys – nagroda otrzymywana przez wybitnych Ślązaków oraz instytucje za pracę na rzecz ziemi śląskiej. Wśród laureatów mogą znaleźć się osoby spoza Śląska, których działalność ma istotny wpływ na życie kulturalne oraz społeczne regionu śląskiego. Nagradzani są przedstawiciele świata sportu, dziennikarstwa, medycyny, kultury, nauki, sztuki, przemysłu i biznesu, a także instytucje takie jak teatry, opery, fundacje, centra kultury czy media.
Nagroda została wymyślona przez Grzegorza Poloczka, kabareciarza i autora tekstów, a za organizację odpowiadają Miasto Ruda Śląska i Śląski Teatr Impresaryjny im. Henryka Bisty. Nagroda przyznawana jest od 1995 roku.
Na przestrzeni ćwierćwiecza od powstania, nagrody statuetki „Hanysa” otrzymało wiele wyjątkowych osób i instytucji. W gronie laureatów znaleźli się m.in. Lech Wałęsa, Jan Miodek, Jerzy Buzek, Zbigniew Religa, Adam Małysz, Małgorzata Szejnert, Franciszek Pieczka, Jerzy Duda-Gracz, Kazimierz Kutz, Antoni Piechniczek, Krystyna Loska, Marcin Daniec, Otylia Jędrzejczak, Tadeusz Biedzki, Piotr Polk, Henryk Grzonka, Bernard Krawczyk, Magdalena Piekorz i Alicja Boncol. Nagrodzono również Teatr Korez i Teatr Nowy w Zabrzu, a także Radio Katowice, Muzeum Chleba w Radzionkowie i Operę Śląską.